# Fünf Dinge, die ich nicht verstehe
Fünf Dinge, die ich nicht verstehe ist ein deutscher Spielfilm aus dem Jahr 2018, der von Henning Beckhoff inszeniert wurde. Der Film stellt das Langfilmdebüt von Beckhoff dar und wurde von der Filmuniversität Babelsberg Konrad Wolf produziert. Das Drehbuch wurde von Paula Cvjetkovic und Henning Beckhoff verfasst. Der Film erzählt die Coming-of-Age-Geschichte des Jugendlichen Johannes, der in einer ländlichen Kleinstadt am Rande des Ruhrgebiets aufwächst und versucht, seinen Platz in der Welt zu finden.

## Handlung
Johannes, der Protagonist, (gespielt von Jerome Hirthammer) wird als ein nachdenklicher und etwas isolierter Teenager eingeführt, der auf einem Bauernhof lebt. Seine Tage sind geprägt von der Routine des ländlichen Lebens, das sowohl beruhigend als auch einschränkend wirkt. Johannes’ innere Welt ist voller Fragen und Unsicherheiten, die durch seine Interaktionen mit seiner Familie und Freunden weiter vertieft werden.
Johannes’ Leben ist geprägt von der Suche nach Identität und Zugehörigkeit. Er kämpft mit den Erwartungen seiner Familie und der Gemeinschaft, die traditionelle Werte hochhalten und wenig Raum für individuelle Entfaltung bieten. Gleichzeitig fühlt sich Johannes von der modernen Welt außerhalb seiner kleinen Gemeinde angezogen, was zu inneren Konflikten und einer Gefühlswelt voller Unsicherheiten führt.
Ein zentraler Aspekt der Handlung ist Johannes’ Beziehung zu seiner besten Freundin Marike (gespielt von Michelle Tiemann). Ihre Freundschaft wird auf die Probe gestellt, als Johannes beginnt, romantische Gefühle für sie zu entwickeln. Dies führt zu Verwirrung und Konflikten, da Johannes mit seinen Gefühlen und der Angst vor Zurückweisung ringt.
Die Handlung erreicht einen Höhepunkt, als Johannes eine Entscheidung treffen muss, die sein weiteres Leben beeinflussen wird. Er steht vor der Wahl, in seiner Heimat zu bleiben und ein Leben zu führen, das ihm vorgezeichnet scheint, oder sein gewohntes Umfeld zu verlassen, um neue Erfahrungen zu machen und seinen eigenen Weg zu gehen.
Der Film endet mit einer kraftvollen Botschaft über das Erwachsenwerden und die Bedeutung von Selbstfindung. Johannes’ Entscheidung symbolisiert den schmerzhaften, aber notwendigen Prozess des Loslassens und des Aufbruchs in ein neues Leben. Der Film hinterlässt beim Zuschauer einen nachhaltigen Eindruck über die Schwierigkeiten und die Schönheit des Heranwachsens.

## Produktion und Veröffentlichung
Henning Beckhoff, der 1991 geboren wurde, studierte Filmregie an der Filmuniversität Babelsberg Konrad Wolf. Fünf Dinge, die ich nicht verstehe spiegelt seine persönlichen Erfahrungen und Beobachtungen wider, die er während seiner Jugend im nordrhein-westfälischen Ennepetal sammelte. Diese persönliche Verbundenheit zum Drehort und zum Thema des Films verleiht dem Werk eine authentische Tiefe.
Das Drehbuch zum Film wurde von Paula Cvjetkovic und Henning Beckhoff verfasst. Die Geschichte entwickelt sich um den jungen Johannes, der in einer ländlichen Gegend am Rande des Ruhrgebiets aufwächst und mit typischen Herausforderungen des Erwachsenwerdens konfrontiert wird. Die Handlung greift tief in das Seelenleben des Protagonisten ein und beleuchtet seine innere Zerrissenheit zwischen traditionellen Lebensweisen und dem Drang nach Selbstbestimmung.
Die Kameraführung übernahm Sabine Panossian, die durch ihre Arbeit die Stimmung und die Umgebung, in der Johannes aufwächst, einfängt. Die Musik, die eine wichtige Rolle in der atmosphärischen Gestaltung des Films spielt, wurde von Inma Galiot komponiert. Der Schnitt des Films lag in den Händen von Anna Mbiya Katshunga und Emma Alice Gräf, die zusammen die narrative Struktur des Films feinsinnig formten.
Die Hauptrolle des Johannes wurde von Jerome Hirthammer übernommen, dessen Darstellung als besonders authentisch gilt. Weitere wichtige Rollen wurden von Peter Lohmeyer als Rainer und Michelle Tiemann als Marike besetzt. Die Dreharbeiten fanden größtenteils in Ennepetal statt, was dem Film eine große Authentizität verleiht, da Beckhoff selbst aus dieser Gegend stammt.
Die Produktion stand vor der Herausforderung, die Balance zwischen der Darstellung einer spezifischen lokalen Kultur und der universellen Thematik des Erwachsenwerdens zu finden. Beckhoff nutzte seine persönlichen Erfahrungen und die enge Zusammenarbeit mit Jugendlichen aus der Region, um eine Geschichte zu schaffen, die sowohl lokal verankert als auch in ihren emotionalen Themen universell ist.
Der offizielle Kinostart des Films war am 7. November 2019. Der Verleih des Films wurde von der Filmgalerie 451 übernommen, einem Verleih, der sich auf anspruchsvolle und künstlerisch wertvolle Filme spezialisiert hat. Die Wahl dieses Verleihs unterstreicht die künstlerische Ausrichtung des Films und seine Positionierung im Bereich des Autorenkinos.

## Themen und Motive des Films
Das zentrale Thema des Films ist die Identitätssuche des Protagonisten Johannes, die eng mit dem Prozess des Erwachsenwerdens verbunden ist. Johannes, ein Jugendlicher, der auf einem Bauernhof in einer ländlichen Gegend lebt, steht vor der Herausforderung, seine eigene Identität in einer Welt zu finden, die von traditionellen Werten und der Modernisierung gleichermaßen geprägt ist. Diese Suche nach Identität wird durch seine Beziehungen zu seiner Familie und Freunden, insbesondere zu seiner besten Freundin Marike, weiter kompliziert.
Ein weiteres zentrales Motiv in Fünf Dinge, die ich nicht verstehe ist der Konflikt zwischen Tradition und Moderne. Johannes’ Leben auf dem Bauernhof ist tief in traditionellen Werten verwurzelt, die durch die Aktivitäten wie die Jagd und das familiäre Zusammenleben repräsentiert werden. Gleichzeitig wird er mit den Anforderungen und Möglichkeiten der modernen Welt konfrontiert, die durch seine Erfahrungen in der Schule und seine Interaktionen mit Gleichaltrigen dargestellt werden. Dieser Konflikt spiegelt sich in Johannes’ innerem Kampf wider, der versucht, einen Weg zwischen diesen beiden Welten zu finden.
Das Erwachsenwerden wird im Film durch die vielfältigen Herausforderungen dargestellt, mit denen Johannes konfrontiert wird. Dazu gehören familiäre Spannungen, erste romantische Gefühle, und die Suche nach einem eigenen Lebensweg. Diese Herausforderungen sind typisch für das Coming-of-Age-Genre und werden im Film durch die persönlichen Kämpfe und Entscheidungen von Johannes illustriert.

## Rezeption
Die Kritiken zu Fünf Dinge, die ich nicht verstehe heben besonders die authentische und einfühlsame Darstellung des ländlichen Lebens sowie die sensible Behandlung der Themen Jugend und Identitätsfindung hervor. Die Filmkritik auf Programmkino.de beschreibt den Film als ein „vielversprechendes, abgeklärt inszeniertes Erstlingswerk“ und lobt die präzise und hingebungsvolle Darstellung des Hauptdarstellers Jerome Hirthammer. Kino-Zeit hebt hervor, dass der Film die Coming-of-Age-Geschichte eines Jungen vom Lande erzählt, der zwischen Schule und Freizeit, zwischen Stadt und Land hin- und hergerissen ist.
Die Filmdienst-Kritik betont die vielschichtige Darstellung eines haltlosen Jugendlichen in einer strukturschwachen Region und lobt die ausgezeichnete filmische Umsetzung. Das Kinder- und Jugendfilmportal beschreibt den Film als einen Coming-of-Age-Film, der nicht in der Großstadt spielt, sondern auf einem Bauernhof, und hebt die subjektive Perspektive des Protagonisten hervor, die durch die Ich-Erzählung verstärkt wird.
Die Reaktionen des Publikums auf Fünf Dinge, die ich nicht verstehe sind überwiegend positiv, wobei besonders die realistische Darstellung des ländlichen Lebens und die tiefgründige Auseinandersetzung mit den Herausforderungen des Erwachsenwerdens gelobt werden. Die Authentizität des Films, die durch die Verwendung von Laiendarstellern und die Einbindung von Jugendlichen aus der Region in den Entstehungsprozess erreicht wurde, wird besonders geschätzt.

## Auszeichnungen
Eine der ersten Auszeichnungen, die Fünf Dinge, die ich nicht verstehe erhielt, war der Bild-Kunst Förderpreis bei den 52. Internationalen Hofer Filmtagen im Jahr 2018. Die Jury zeichnete den Film in der Kategorie „Bestes Kostümbild Bestes Szenenbild“ aus. Josefine Lindner erhielt die Auszeichnung für das beste Szenenbild, während Michèle Tonteling für das beste Kostümbild geehrt wurde. Diese Auszeichnungen sind ein Beleg für die außergewöhnliche visuelle Gestaltung des Films, die einen wesentlichen Beitrag zur Atmosphäre und zur Erzählung leistet. Die sorgfältige Auswahl und Gestaltung der Kostüme und des Szenenbilds tragen dazu bei, die Welt des Protagonisten Johannes und seine innere Zerrissenheit zwischen Tradition und Moderne authentisch darzustellen.
Weiterhin wurde Fünf Dinge, die ich nicht verstehe beim Achtung Berlin Filmfestival im Jahr 2019 mit dem Preis in der Kategorie „Beste Produktion“ ausgezeichnet. Diese Auszeichnung würdigt die herausragende Leistung des gesamten Produktionsteams unter der Leitung von Henning Beckhoff, Genia Sophie Krassnig und Diana Hellwig. Die Anerkennung als „Beste Produktion“ bei einem Festival, das sich auf die Förderung des neuen deutschen Films konzentriert, unterstreicht die Bedeutung des Films innerhalb der deutschen Filmindustrie und seine Rolle als bedeutender Beitrag zum Genre des Coming-of-Age-Films.
Darüber hinaus erhielt der Film beim Film Festival Poitiers 2018 den Preis in der Kategorie „Beste Produktion“. Diese internationale Anerkennung bestätigt die universelle Anziehungskraft und Relevanz der Themen und der Erzählung des Films. Die Auszeichnung beim Film Festival Poitiers zeigt, dass Fünf Dinge, die ich nicht verstehe nicht nur innerhalb Deutschlands, sondern auch auf internationaler Ebene als herausragender Beitrag zum Kino wahrgenommen wird.